# لا بای د بیانیا
لا بای د بیانیا (به اسپانیایی: La Vall de Bianya) یک شهرستان در اسپانیا است که در استان خرنا واقع شده‌است.

## خصوصیات
لا بای د بیانیا ۹۳٫۶۸ کیلومترمربع مساحت و ۱٬۳۲۰ نفر جمعیت دارد و ۴۸۰ متر بالاتر از سطح دریا واقع شده‌است.